# 당사항 (울산 북구)
당사항은 울산광역시 북구 당사동에 있는 어항이다. 지방어항으로 지정되어 관리하고 있다. 시설관리자는 울산광역시 북구청장이다.

## 어항구역
당사항의 어항구역은 다음과 같다.
- 마을진입로 삼거리 해안도로 안쪽 지점 돌출부에서 N57°E방향으로 650m 지점 육지로 연결한 선내구역(83,200m2)